# آسابا، شیزوئوکا
آسابا، شیزوئوکا (به لاتین: Asaba) یک منطقهٔ مسکونی در ژاپن است که در ناحیه چوبو واقع شده‌است. آسابا ۱۹٬۳۰۶ نفر جمعیت دارد.